# Ктитарев, Николай Михайлович
Николай Михайлович Ктитарев (21 апреля 1925 - 4 августа 2014) - фронтовик, с 1963 по 1981 годы председатель исполнительного комитета Днепродзержинского городского совета. Почётный гражданина города.

## Биография
Родился 21 апреля 1925 в городе Каменском (в 1936—2016 годах Днепродзержинск) в семье рабочего Днепровского завода.
Участник Великой Отечественной войны с 1943 года. Артиллерист. Воевал на Карельском, Белорусском и Украинском фронтах. Награждён 8 боевыми медалями.
Демобилизован в 1950 году, вернулся в Днепродзержинск, работал на азотно-туковом заводе рабочим. После окончания в 1957 году Днепродзержинского металлургического института имени Арсеничева продолжил на заводе работу инженером.
Работая на заводе знаялся производственной журналистикой, затем стал редактором заводской газеты «Серп и молот», редактором городского радиовещания.
В 1959-1961 годах – секретарь партийного комитета азотно-тукового завода.
В 1961-1963 годах – 2-й секретарь Днепродзержинского горкома. Совместно с первым секретарём горкома В.Ф. Добриком поддержал идею застройки левого берега Днепродзержинска, и не дождавшись утвержения плана вместе с начальником СУ «Гидромеханизация» А.А.Лотовым инициировал намывку песка.
С 1963 по 1981 год – председатель исполкома Днепродзержинского городского совета народных депутатов.
В течение 1981-1999 годов - уполномоченный Министерства Внешней торговли СССР, руководитель секретариата Совета по вопросам выставочной работы на Украине при Кабинете Министров Украины.
Умер 5 августа 2014, похоронен в Киеве.

## Творчество
Также известен как писатель и поэт: автор книги «В степи под Баглеем» в которой описал жизнь города на протяжении пятидесяти лет, автор поэтических сборников «Поединок» и «По зову сердец: О Великой Отечественной войне». 

## Награды
8 боевых медадлей, в том числе – «За отвагу» (1945 год).
Награждён орденами Трудового Красного Знамени, «Знак почёта».
Звание Почётного гражданина города Днепродзержинска (1986).